# Gonothyris hyaloplaga
Gonothyris hyaloplaga är en fjärilsart som beskrevs av George Francis Hampson 1896. Gonothyris hyaloplaga ingår i släktet Gonothyris och familjen Crambidae. Inga underarter finns listade i Catalogue of Life.